# アレイコム
アレイコム（array comm,Inc）は、アメリカ合衆国に本社を置くモバイルブロードバンド技術開発と電波干渉防止技術開発などを主な業務とする会社。1992年にマーティン・クーパーにより設立された。
クーパーはイリノイ工科大学から電気工学の学士号と修士号を取得している。携帯電話開発の第一人者としても有名。

## 概要
- 会長兼社長(CEO) - マーティン・クーパー
- 本社所在地 - アメリカ合衆国カリフォルニア州サンノゼ

## 歴史
- モトローラ社の副社長兼事業部長だったクーパーは，モトローラに在籍した29年間に同社のポケベル事業と携帯電話事業を創始して育て上げ，研究開発担当の取締役も務めた。1983年に同社を退職した後，セルラー・ビジネス・システムズ社を設立。この会社は携帯電話課金サービスの最大手企業に成長し，後にシンシナティ・ベル社に売却された。そして、1992年，カリフォルニア州サンノゼにアレイコム社を設立し，現在ではスマートアンテナ技術で世界を牽引している。

## 製品とサービス
- iBurstシステムは、2001年にアメリカのアレイコム社が提唱し、京セラと共に開発したワイヤレスブロードバンドを実現する新しいシステム。

現在、IEEE 802.20、ANSI/T1P1に於いて標準化が行われており、ETSI/IECのProject Mesaに於いても、ワイヤレスブロードバンドを潜在的技術の1つとして、2004年10月から検討されている。また、ISO/TC204に於いても、ITS技術における広域通信の1つの方式として、検討が始まっている。

## 余談
- 1973年4月3日，当時44歳だったクーパー自ら携帯電話の試作機を試験するため，マンハッタンの街角からAT&Tベル研究所のライバルに電話をかけた。モトローラが初の市販機「DynaTAC8000X」を発売したのはそれから10年後だった。重さは2ポンド（約900g）近くあり，価格は3995ドルだった。